# Пролетарське (Долинський район)
Прлетарське — колишнє село в Україні, підпорядковувалося Маловодянській сільській раді Долинського району Кіровоградської області.
Колишня назва — хутір Шрейдерова, позначений на 3-версній військовій мапі кінця ХІХ століття.
Виключене з облікових даних рішенням Кіровоградської обласної ради від 27 грудня 2002 року.

## Населення
Згідно з переписом УРСР 1989 року чисельність наявного населення села становила 60 осіб, з яких 25 чоловіків та 35 жінок.
За переписом населення України 2001 року в селі ніхто не мешкав.